# Aresium Milano
Aresium Milano fue un club de baloncesto con sede en la ciudad de Milán, en Lombardía, que disputó una única temporada en la Serie A, la máxima categoría del baloncesto italiano y siete más en la Serie A2. Desapareció en 1996, tras su única temporada en la máxima categoría.

## Historia
Nacido como Basket Arese en Arese, dentro de la ciudad metropolitana de Milán, se trasladó a la capital lombarda en 1991, con el fin de poder disfrutar de una instalación deportiva más grande. Su principal patrocinador y el nombre por el que fue más conocido fue 	Teorematour Arese, o Teorema Arese. Ascendió de la Serie B a la Serie A2 en 1988, llegando a disputar siete temporadas en la segunda categoría del baloncesto italiano, culminadas con el asecnso a la Serie A1 en la Temporada 1995-96.
En esa temporada finalmente solamente pudieron conseguir 5 victorias de 32 partidos. El último partido en casa contra la Fortitudo Bologna el 11 de abril de 1996, con el marcador 63-80 en contra, supuso el definitivo descenso a la A2. Los jugadores que componíal la plantilla de esa histórica temporada fueron Corrado Fumagalli, Maurizio Ragazzi, Giuseppe Bosa, José Vargas, Stacey King, Giampaolo Paci, Luca Ansaloni, Massimo Sorrentino, Lorenzo Alberti, Stefano Agnesi, Roberto Gentile, Willie Burton, Sean Green, Roberto Fazzi, Umberto De Sanctis, Alessandro Praino, Marco Carlon, Marco Domante, Andrea Boretti, Fabio Zerbi y Silvano Fumagalli, entrenados por Carlo Recalcati. Al término de la temporada, y tras el abandono de los patrocinadores, el equipo desapareció.

## Trayectoria
| Temporada | Campeonato | Denominación    | Puesto | Port temporada                           |
| --------- | ---------- | --------------- | ------ | ---------------------------------------- |
|           |            |                 |        |                                          |
| 1984-85   | C1         | Teorema Arese   | 1.ª    | Asciende a Serie B                       |
| 1985-86   | B          | Teorema Arese   | 7.ª    |                                          |
| 1986-87   | B1         | Teorema Arese   | 9.ª    |                                          |
| 1987-88   | B1         | Teorema Arese   | 2.ª    | Asciende a Serie A2                      |
| 1988-89   | A2         | Teorema Arese   | 14.ª   | -                                        |
| 1989-90   | A2         | Teorema Arese   | 6.ª    | 4.º Play-out grupo verde con 8 puntos    |
| 1990-91   | A2         | Teorema Arese   | 7.ª    | 3.º Play out grupo verde con 12 puntos   |
| 1991-92   | A2         | Breeze Milano   | 7ª     | 6.ª grupo verde con 2 puntos             |
| 1992-93   | A2         | Teorema Milano  | 11.ª   | -                                        |
| 1993-94   | A2         | Teorema Milano  | 13.ª   | -                                        |
| 1994-95   | A2         | Blu Club Milano | 2.ª    | Asciende a Serie A1 (3-2 vs Polti Cantù) |
| 1995-96   | A1         | Teorema Milano  | 14.ª   | -                                        |

## Jugadores destacados
| - Willie Burton - Adrian Dantley - Sean Green - Giovanni Grattoni - Popeye Jones - Tim Kempton - Stacey King | - Darrell Lockhart - Bob McCann - Darryl Middleton - Isaiah Morris - José Vargas - Aaron Williams - Guy Williams |